# NGC 73
NGC 73 est une vaste galaxie spirale intermédiaire située dans la constellation de la Baleine. NGC 73 a été découverte par l'astronome américain Lewis Swift en 1886.

## Caractéristiques
Sa vitesse par rapport au fond diffus cosmologique est de 7 434 ± 25 km/s, ce qui correspond à une distance de Hubble de 109,6 ± 7,7 Mpc (∼357 millions d'al).
La classe de luminosité de NGC 73 est II-III et elle présente une large raie HI.
En raison d'une brillance de surface égale à 14,47 mag/am2, on peut qualifier NGC 73 de galaxie à faible brillance de surface (LSB en anglais pour low surface brightness). Les galaxies LSB sont des galaxies diffuses (D) avec une brillance de surface inférieure de moins d'une magnitude à celle du ciel nocturne ambiant.
À ce jour, cinq mesures non basées sur le décalage vers le rouge donnent une distance de 99,260 ± 14,931 Mpc (∼324 millions d'al), ce qui est à l'intérieur des valeurs de la distance de Hubble. Notons cependant que c'est avec la valeur moyenne des mesures indépendantes, lorsqu'elles existent, que la base de données NASA/IPAC calcule le diamètre d'une galaxie et qu'en conséquence le diamètre de NGC 73 pourrait être d'environ 51,7 kpc (∼169 000 al) si on utilisait la distance de Hubble pour le calculer.